# Rachela Fiszel
Rachela Fiszel, także Raszka Fiszlowa (ur. w XV w. w Krakowie, zm. w XVI w. tamże) – kobieta bankier pochodząca z żydowskiej rodziny.

## Życiorys
Po śmierci swojego męża Mojżesza w 1496 roku przejęła stery rodzinnego interesu i wraz ze swoimi szwagrami kontynuowała działalność bankierską, stając się wierzycielką królów. Udzieliła pożyczki Aleksandrowi Jagiellończykowi, który zezwolił jej na bicie monet z własnego kruszcu. Była także bankierem Kazimierza Jagiellończyka, Jana Olbrachta oraz Zygmunta Starego .
W 1504 roku Aleksander Jagiellończyk docenił służbę Fiszel i zezwolił na zakup domu w Krakowie i jej osiedlenie się tam wraz z rodziną. Rachela umocniła pozycję swojej rodziny przez małżeństwo córki Estery z Jakubem Polakiem – pierwszym sławnym żydowskim uczonym, który z jej pomocą w 1503 roku został rabinem krakowskim. W 1519 roku mąż jej drugiej córki Hendli Aszer Leml ubiegał się o stanowisko rabina krakowskiego i po salomonowym wyroku Zygmunta Starego pełnił tę funkcję naprzemiennie ze swoim kontrkandydatem z gminy czeskiej .
Rachela Fiszel zmarła w XVI w., dokładna data nie jest znana .